# 28759 Joshwentzel
28759 Joshwentzel è un asteroide della fascia principale. Scoperto nel 2000, presenta un'orbita caratterizzata da un semiasse maggiore pari a 2,5265771 UA e da un'eccentricità di 0,0612603, inclinata di 3,64043° rispetto all'eclittica.